# Rasurbrand

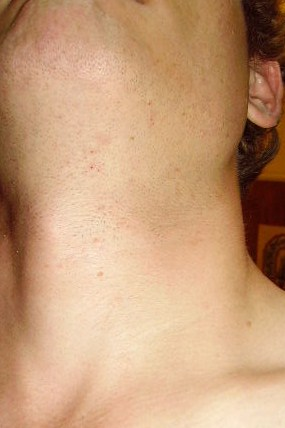
Leichte Form des Rasurbrandes

Als Rasurbrand (lateinisch Pseudofolliculitis barbae) bezeichnet man Rötungen und Reizungen, die auf rasierten Hautpartien entstehen und zumeist brennen und jucken; hinzu treten rötliche Rasierpickel, die sich über mehrere Tage halten können. Bei den meisten Menschen tritt Rasurbrand auf, wenn die Haut nach dem Nassrasieren überhaupt nicht oder mit den falschen Pflegeprodukten behandelt wird. Aber auch nach einer Trockenrasur kann Rasurbrand auftreten. Medizinisch relevant wird der Rasurbrand, wenn er nicht nach kurzer Zeit abklingt, sondern es zu einer längerfristigen Entzündung der Haarfollikel kommt. Dieses tritt vor allem dann auf, wenn das abgeschnittene Haar nicht gerade nach außen wächst, sondern (zumindest zeitweise) unter der Haut weiterwächst – dieses Problem betrifft insbesondere Menschen mit natürlich gelockten und kräftigen Haaren.

## Rasurbrand
Rasurbrand ist eine auf die Rasur zurückzuführende brennende (ggf. auch juckende) Hautirritation/-reizung, die durch Abtragen der oberen Hautschichten während des Rasurvorganges entsteht. Hintergrund bildet in der Regel eine unzureichende Rasurtechnik oder ungeeignete Hilfsmittel.

## Rasurpickel
Rasurbrand wird häufig mit Rasurpickeln verwechselt, denen andere Erkrankungen und damit andere Ursachen zugrunde liegen. Zu nennen sind hier v. a. die Pseudofolliculitis barbae und die Folliculitis barbae.

### Pseudofolliculitis barbae
Pseudofolliculitis barbae (PFB) ist eine entzündliche Erkrankung des Bartbereichs mit einer hohen Prävalenz bei Männern mit subequatorialer afrikanischer Abstammung und in viel geringerem Maße bei Indoeuropäern. Es kann jedoch sowohl Männer als auch Frauen aller ethnischen Gruppen betreffen. Ausnahmslos wird berichtet, dass sie mit dem Rasieren in Verbindung stehen, und die neuesten Erkenntnisse deuten auf eine starke genetische Komponente bei Patienten mit anhaltendem PFB hin.
Pseudofolliculitis barbae (PFB) ist eine chronisch entzündliche und möglicherweise entstellende Erkrankung, die am häufigsten bei Männern und Frauen afroamerikanischer und hispanischer Abstammung auftritt, bei denen das Haar eng gekräuselt ist und die Haare häufig rasieren oder zupfen. Die Ätiologie ist vielfältig. Die Form des Haarfollikels, der Haarkutikel und die Richtung des Haarwuchses spielen eine Rolle bei der Entzündungsreaktion, sobald das Haar rasiert oder gezupft ist und wachsen kann. Diese Reaktion führt oft zu schmerzhaften, juckenden und manchmal hyperpigmentierten Papeln in der Bartverteilung. Das Ergebnis ist ein unansehnliches kosmetisches Erscheinungsbild, das für Betroffene oft emotional belastend ist. Die Diagnose wird klinisch gestellt. Gegenwärtig sind Prävention und frühzeitige Intervention die Hauptpfeiler der Therapie. Viele Behandlungsmöglichkeiten stehen zur Verfügung; keine ist jedoch völlig heilend.

### Folliculitis barbae
Folliculitis barbae ist eine häufige Erkrankung sowohl infektiöser als auch nicht infektiöser Ätiologie. Am häufigsten ist eine oberflächliche Follikulitis die häufig im Zusammenhang mit der Rasur auftritt, wobei feine Pusteln an den Öffnungen der Haarfollikel im Bartbereich entstehen. Bekannt als Bockhart impetigo und in der Regel aufgrund einer durch Staphylococcus aureus verursachten Infektion. Unbehandelt können Infektion und Entzündung fortschreiten und zu einer tiefer sitzenden Infektion führen, die als Sycosis barbae (auch Sycosis simplex und Folliculits barbae) bezeichnet wird. Perifollikuläre Knötchen, auch Furunkel genannt, können auftauchen, und wenn sich mehrere Furunkel vereinigen entwickelt sich ein tiefsitzender, eitriger Pfropf, der als Karbunkel bezeichnet wird, häufig mit Allgemeinsymptomen. Es kann jedoch nicht davon ausgegangen werden, dass diese Symptomatik, die mit Inzision und Drainage behandelt wird, immer auf einer Staphylokokkeninfektion beruht. Insbesondere bei engem Tierkontakt oder bei fehlendem Erfolg einer Antibiotika-Behandlung sollte auf Tinea barbae, eine Pilzinfektion, untersucht werden. Sobald die Diagnose gestellt ist, ist eine umgehende Behandlung mit Antimykotika und häufig mit systemischen Steroiden erforderlich. Dies kann die ausgeprägte Gewebszerstörung reduzieren, die auf der Immunreaktion auf die Pilzinfektion beruht, die als Kerion bekannt ist und durch einen chirurgischen Eingriff verstärkt würde.

## Behandlung
Kommt es zu Rasurbrand, sollte das Rasieren eingestellt werden, bis die Haut sich erholt hat. Früher wurden auch penicillinhaltige Rasiercremes angeboten. Der Rasurbrand hält bis zu einer Woche an. Bei Beschwerden, die über diesen Zeitraum hinausgehen, ist ein Besuch beim Hautarzt ratsam – es handelt sich dann nicht mehr um eine vorübergehende Irritation von Haut und Haarfollikeln, sondern um eine Infektion mit Krankheitserregern. Dies wird als Pseudofolliculitis barbae (ICD 704.8) behandelt.

## Vorbeugung
Es empfiehlt sich, die Haut an das Rasieren zu gewöhnen, d. h. nach der allerersten Rasur sollte man die betreffenden Stellen regelmäßig rasieren und keine langen Pausen aufkommen lassen. Besonders kritisch für Rasurbrand ist das Nassrasieren gegen die Wuchsrichtung der Haare (z. B. an der Wange von unten nach oben), während die Rasur in Wuchsrichtung deutlich weniger Hautirritationen erzeugt.
Zu vermeiden ist vor allem auch die Verwendung unscharfer bzw. minderwertiger Klingen, zu oft verwendeter Einmalklingenrasierer oder nicht fachgerecht abgezogener Rasiermesser, die die Haut sehr viel stärker reizen als scharfe Klingen. Auch das Aufdrücken der Klinge auf die Haut muss vermieden werden, zumal dies bei ausreichend scharfer Klinge zum Durchtrennen des Haares nicht erforderlich ist.
Den Bart oder Nacken vor der Rasur (sowohl nass als auch trocken) einzucremen, kann ebenfalls zur Vermeidung von Rasurbrand beitragen.

### Pflegeprodukte
Als Pflegeprodukte dienen während der Rasur Rasierschaum oder -gel, die die Haut geschmeidig machen und die Haare aufrichten. Bei der Trockenrasur kann ein Pre-Shave-Rasierwasser vor der Rasur aufgetragen werden, um die Haut zu reinigen und zu entspannen.
Zur Vermeidung von Hautirritationen sollte nach der Rasur ein hautfreundliches Aftershave oder eine alkoholfreie Lotion aufgetragen werden, die kein brennendes Gefühl erzeugt. Bei empfindlicher Haut können auch Baby-Hautpflegeprodukte verwendet werden.
Bei Neigung zur Entzündung von Haarfollikeln werden vielfach stark alkoholhaltige Rasierwasser zur Desinfektion verwendet. Dies wird gerade bei dickerer (älterer) Haut bevorzugt. Entsprechend gibt es im Handel ein breites Angebot an Pflegeprodukten von milder Reinigung bis kräftiger Desinfektion. Allerdings wirkt Alkohol erst bei einer Konzentration von 80–90 % ausreichend desinfizierend.